# Canistrum ambiguum
Canistrum ambiguum är en gräsväxtart som först beskrevs av Maria das Graças Lapa Wanderley och Elton Martinez Carvalho Leme, och fick sitt nu gällande namn av Maria das Graças Lapa Wanderley och B.A.Moreira. Canistrum ambiguum ingår i släktet Canistrum och familjen Bromeliaceae. Inga underarter finns listade i Catalogue of Life.